# Oristano
Oristano (em sardo Aristanis) é uma comuna italiana da região da Sardenha, província de Oristano, com cerca de 29.185 habitantes. Estende-se por uma área de 84 km², tendo uma densidade populacional de 347 hab/km². Faz fronteira com Baratili San Pietro, Cabras, Nurachi, Palmas Arborea, Santa Giusta, Siamaggiore, Siamanna, Simaxis, Solarussa, Villaurbana, Zeddiani.